# Vlag van Ibaraki

Vlag van Ibaraki (ratio 2:3)

Vlag van Ibaraki, 1966-1991 (ratio 2:3)

De prefecturale vlag van Ibaraki bestaat uit een blauw vlak met een wit gestileerde roos in het midden, de prefecturale bloem. De wervelingen van de roos suggereren vooruitgang, creativiteit, dynamiek en ontwikkeling. De kleur blauw staat voor de Grote Oceaan en de berg Tsukuba. De prefecturale vlag werd op 13 november 1991 aangenomen. De vlag is gemaakt door de beroemde illustrator Kazumasa Nagai.
De vorige prefecturale vlag werd aangenomen op 28 maart 1966, die bestaat uit een blauw vlak met een wit gestileerd katakana-karakters イ [i] ハ [ha] ラ [ra] キ [ki] in de vorm van de roos, de prefecturale bloem. De kleur blauw staat voor Grote Oceaan en de berg Tsukuba. Op 13 november 1991 wordt de vorige vlag vervangen door de huidige.